# بلاهای مصر

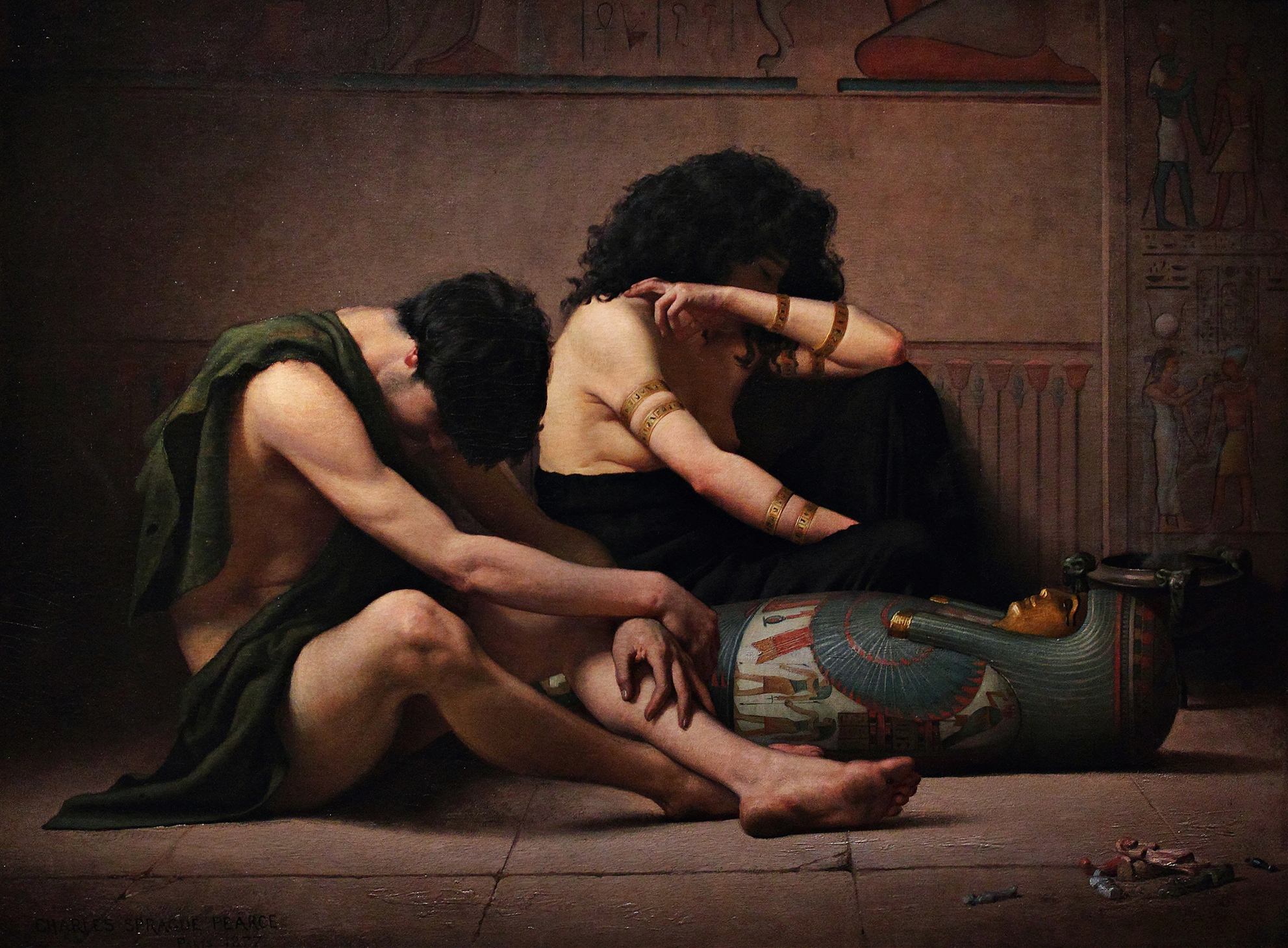
مرثیه سرایی از مرگ اولین فرزند در مصر

بلاهای مصر (انگلیسی: Plagues of Egypt) در گزارش کتاب سفر خروج، ده فاجعه است که توسط خدای اسرائیل (یهوه) بر مصر در کتاب مقدس وارد شده‌است تا فرعون را متقاعد کند که بنی‌اسرائیل برده را آزاد کند، هر یک از آنها با فرعون و یکی از خدایان مصر باستان او روبرو می‌شوند؛ آنها به عنوان "نشانه‌ها و شگفتی هایی" هستند که از جانب خداوند برای پاسخ به طعنه فرعون مبنی بر اینکه او خداوند را نمی‌شناسد، عمل می‌کنند: "مصریان خواهند دانست که من (یهوه)، خداوند هستم.